# Порядок наследования марокканского престола

Герб Королевства Марокко

В соответствии со статьей 20 Конституции Марокко королевский престол наследуется в соответствии с агнатической примогенитурой мужскими потомками короля Хасана II. Исключение составляют случаи когда король при жизни назначает своим преемником другого сына, а не старшего. В случае отсутствия потомков по прямой мужской линии трон передается мужчинам родственникам по боковой линии на тех же условиях.

## Порядок наследования
- Султан Юсуф (1882—1927)
  -  Король Мухаммед V (1909—1961)
    -  Король Хасан II (1929—1999)
      -  Король Мухаммед VI (род. 1963)
        - (1) Кронпринц Мулай Хасан (род. 2003)

      - (2) Принц Мулай Рашид (род. 1970)
        - (3) Принц Мулай Ахмед (род. 2016)
        -  (4) Принц Мулай Абдельслам (род. 2022)

    - Принц Мулай Абдалла (1935—1983)
      - (5) Принц Мулай Хишам (род. 1964)
      - (6) Принц Мулай Исмаил (род. 1981)
        - (7) Принц Мулай Абдалла (род. 2010)

  - Принц Мулай Идрис (1908–1962)
    - Принц Мулай Али (1924–1988)
      - (8) Шариф Мулай Абдалла (род. 1965)
      - (9) Шариф Мулай Юсуф (род. 1969)